# Can Lộc (huyện)
Can Lộc là một huyện cũ thuộc tỉnh Hà Tĩnh, Việt Nam.

## Địa lý
Huyện Can Lộc nằm ở phía bắc tỉnh Hà Tĩnh, nằm cách thành phố Hà Tĩnh khoảng 20 km về phía bắc, cách trung tâm thủ đô Hà Nội khoảng 236 km, có vị trí địa lý:
- Phía đông giáp huyện Thạch Hà
- Phía tây giáp huyện Đức Thọ
- Phía nam giáp huyện Hương Khê
- Phía bắc giáp thị xã Hồng Lĩnh và huyện Nghi Xuân.

Trong vùng nội chí tuyến bắc bán cầu, địa phận Can Lộc nằm gọn trên tọa độ từ 18o20' vĩ độ Bắc đến 18o30' vĩ độ Bắc, từ 105o37' kinh độ Đông đến 108o40' kinh độ Đông. Theo thống kê của UBND huyện Can Lộc có tổng diện tích tự nhiên 302,13 km², dân số năm 2018  là 130.011 người, mật độ dân số 430 người/km², chiếm 6% diện tích và 13,6% dân số toàn tỉnh Hà Tĩnh. 17,2% dân số theo đạo Thiên Chúa.
Địa hình: Can Lộc có đa dạng các loại địa hình bao gồm: đồng bằng, đồi núi, đầm lầy, sông suối,... Đồng bằng của Can Lộc nằm gọn giữa hai triều núi là Trà Sơn và Hồng Lĩnh gần như cân đối giữa địa phận. Sông Nghèn là con sông chính chảy qua đây, bắt nguồn từ sông Lam chảy theo hướng tây bắc – đông nam rồi kết thúc ở cửa Sót đổ ra Vịnh Bắc Bộ. Sông Nghèn uốn lượn quanh co đan xen với sông Nhà Lê cùng các khe suối, kênh mương lớn nhỏ khác nhau chia cắt đồng bằng ra thành nhiều mảng. Đồi núi của Can Lộc chủ yếu có độ cao vừa phải, phân chia thành từng quần thể núi nối tiếp nhau phân bố không đồng đều, dáng vóc không giống nhau. Đứng trên bất cứ đâu tại huyện Can Lộc, đưa mắt nhìn về tứ phía, không gần thì xa, phía nào cũng có núi sông chằng chịt.
Khí hậu: Can Lộc phân chia thành 2 mùa rõ rệt, mùa hè từ tháng 5 đến tháng 10, mùa mưa từ tháng 11 đến tháng 4 năm sau. Can Lộc có lượng mưa hàng năm tương đối ít, tập trung vào các tháng 7 đến tháng 11, đạt từ 120mm đến 700, số giờ nắng trong năm tương đối lớn và chịu ảnh hưởng của hiệu ứng phơn (gió Lào).

## Hành chính
Huyện Can Lộc có 17 đơn vị hành chính cấp xã trực thuộc, bao gồm 2 thị trấn: Nghèn (huyện lỵ), Đồng Lộc và 15 xã: Gia Hanh, Khánh Vĩnh Yên, Kim Song Trường, Mỹ Lộc, Phú Lộc, Quang Lộc, Sơn Lộc, Thanh Lộc, Thiên Lộc, Thuần Thiện, Thượng Lộc, Thường Nga, Tùng Lộc, Vượng Lộc, Xuân Lộc.

## Lịch sử
Can Lộc theo từ Hán Việt thì từ "Can" (甘) có nghĩa là bằng lòng, từ "Lộc" (禄) có nghĩa là bổng lộc, tốt lành.
Lịch sử Can Lộc bắt đầu từ rất sớm.
Thời Hồng Bàng, từng là nơi đặt kinh đô của nước Việt Thường Thị, sau đó cùng với Hà Tĩnh trở thành 1 bộ của nước Văn Lang.
Trong thời kỳ Bắc Thuộc, địa phận Can Lộc thuộc quận Cửu Chân. Huyện Can Lộc lúc đó mang nhiều tên gọi khác nhau như: Phù Lĩnh (dưới thời nhà Ngô), Việt Thường rồi Hà Hoàng (dưới thời nhà Đường).
Thời nhà Trần đặt là huyện Phỉ Lộc.
Thời Lê sơ, năm 1469, vua Lê Thánh Tông đặt là huyện Thiên Lộc thuộc phủ Đức Quang, thừa tuyên Nghệ An.
Thời Nguyễn, năm Tự Đức thứ 15 (1862) cho đổi tên thành Can Lộc.
Năm 1976, huyện Can Lộc thuộc tỉnh Nghệ Tĩnh, gồm 32 xã: An Lộc, Bình Lộc, Đại Lộc, Đậu Liêu, Đồng Lộc, Gia Hanh, Hồng Lộc, Ích Hậu, Khánh Lộc, Kim Lộc, Mỹ Lộc, Phú Lộc, Phù Lưu, Quang Lộc, Sơn Lộc, Song Lộc, Tân Lộc, Thanh Lộc, Thiên Lộc, Thịnh Lộc, Thuận Lộc, Thuần Thiện, Thượng Lộc, Thường Nga, Tiến Lộc, Trung Lộc, Trường Lộc, Tùng Lộc, Vĩnh Lộc, Vượng Lộc, Xuân Lộc và Yên Lộc.
Ngày 27 tháng 10 năm 1984, thành lập thị trấn Can Lộc trên cơ sở 81 hécta đất thuộc xã Đại Lộc và 44 hécta đất thuộc xã Thiên Lộc.
Năm 1991, tỉnh Hà Tĩnh được tái lập từ tỉnh Nghệ Tĩnh, huyện Can Lộc thuộc tỉnh Hà Tĩnh, bao gồm thị trấn Can Lộc và 32 xã: An Lộc, Bình Lộc, Đại Lộc, Đậu Liêu, Đồng Lộc, Gia Hanh, Hồng Lộc, Ích Hậu, Khánh Lộc, Kim Lộc, Mỹ Lộc, Phú Lộc, Phù Lưu, Quang Lộc, Sơn Lộc, Song Lộc, Tân Lộc, Thanh Lộc, Thiên Lộc, Thịnh Lộc, Thuận Lộc, Thuần Thiện, Thượng Lộc, Thường Nga, Tiến Lộc, Trung Lộc, Trường Lộc, Tùng Lộc, Vĩnh Lộc, Vượng Lộc, Xuân Lộc, Yên Lộc.
Ngày 2 tháng 3 năm 1992, tách 2 xã Đậu Liêu và Thuân Lộc để thành lập thị xã Hồng Lĩnh.
Ngày 2 tháng 8 năm 1999, Sáp nhập toàn bộ diện tích và dân số của xã Đại Lộc vào thị trấn Can Lộc (thị trấn huyện lỵ) và đổi tên thành thị trấn Nghèn, thị trấn Nghèn có 1.136 ha diện tích tự nhiên và 11.824 nhân khẩu.
Ngày 7 tháng 2 năm 2007, điều chỉnh 7.579,8 ha diện tích tự nhiên và 43.204 nhân khẩu của huyện Can Lộc (gồm toàn bộ diện tích tự nhiên và nhân khẩu của các xã: Ích Hậu, Hồng Lộc, Phù Lưu, Bình Lộc, Tân Lộc, An Lộc, Thịnh Lộc) để thành lập huyện Lộc Hà.
Huyện Can Lộc còn lại 30.084,58 ha diện tích tự nhiên và 137.647 nhân khẩu với 23 đơn vị hành chính cấp xã trực thuộc, bao gồm thị trấn Nghèn và 22 xã: Thường Nga, Song Lộc, Phú Lộc, Gia Hanh, Thượng Lộc, Đồng Lộc, Yên Lộc, Kim Lộc, Trường Lộc, Thanh Lộc, Trung Lộc, Vĩnh Lộc, Khánh Lộc, Mỹ Lộc, Sơn Lộc, Quang Lộc, Xuân Lộc, Tiến Lộc, Vượng Lộc, Thiên Lộc, Thuần Thiện, Tùng Lộc.
Ngày 11 tháng 7 năm 2018, thành lập thị trấn Đồng Lộc trên cơ sở toàn bộ 18,69 km² diện tích tự nhiên và 6.076 người của xã Đồng Lộc.
Ngày 21 tháng 11 năm 2019, Ủy ban Thường vụ Quốc hội ban hành Nghị quyết số 819/NQ-UBTVQH14 về việc sắp xếp các đơn vị hành chính cấp xã thuộc tỉnh Hà Tĩnh (nghị quyết có hiệu lực từ ngày 1 tháng 1 năm 2020). Theo đó:
- Thành lập xã Kim Song Trường trên cơ sở sáp nhập ba xã Song Lộc, Kim Lộc và Trường Lộc
- Thành lập xã Khánh Vĩnh Yên trên cơ sở sáp nhập ba xã Khánh Lộc, Vĩnh Lộc và Yên Lộc
- Sáp nhập xã Tiến Lộc vào thị trấn Nghèn.

Ngày 1 tháng 1 năm 2025, sáp nhập xã Trung Lộc vào thị trấn Đồng Lộc..
Huyện Can Lộc có 2 thị trấn và 15 xã như hiện nay.
Ngày 25 tháng 12 năm 2024, Bộ Xây dựng ban hành Quyết định số 1233/QĐ-BXD về việc công nhận thị trấn Nghèn là đô thị loại IV.

## Kinh tế
Người dân làng Vĩnh Hoà (nay thuộc huyện Lộc Hà) mưu sinh với các nghề: nấu gang; đúc lưỡi cày; dệt võng.
Làng Trường Lưu (xã Trường Lưu), huyện Can Lộc trước đây đã hình thành phường vải và hát ví phường vải cũng phát triển ở đây nhưng nay nghề dệt vải ở đây đã mai một.
Nghề dệt chiếu Trảo Nha (thị trấn Can Lộc).
Nghề làm áo tơi ở xóm Yên Lạc - Quang Lộc, áo tơi là một biểu tượng của người dân xứ nghệ.

## Văn hóa

### Tôn giáo
Công giáo và phật giáo là hai tôn giáo chính tại Can lộc. Can Lộc nổi tiếng bởi chùa Hương Tích, đại diện tiêu biểu cho phật giáo nơi đây. Chùa Hương Tích được mệnh danh là Hoan Châu đệ nhất danh thắng, xếp vào hàng 21 thắng cảnh nước Nam xưa kia. Chùa không có các Tăng ni, hay tu sĩ phật giáo cư ngụ.
Riêng Công giáo, Can Lộc là một huyện có đông đồng bào Công giáo sinh sống với gần 18.000 giáo dân, chiếm gần 14% dân số toàn huyện, sinh hoạt tại 7 giáo xứ, 23 giáo họ và sinh sống tại 31 xóm, trong đó có 16 xóm giáo toàn tòng.

### Di tích và danh thắng nổi tiếng
- Nhà thờ họ Trần (陈) ở làng Thượng Hà,xã Phú lộc,huyện Can Lộc,tỉnh Hà Tĩnh.
- Nhà thờ Trần Phúc Tuy ở Xóm Yên Đình Xã Thiên Lộc Huyện Can Lộc, dòng họ Trần ở Thiên Lộc là những người lập địa nên xã Thiên Lộc ngày nay, đóng góp 3 vị tướng có công với đất nước vào thời Hậu Lê và nhà Nguyễn. Ba vị tướng đó là: Trần Phúc Tuy, Trần Đình Tương, Trần Tất Thục.
- Đền thờ Đặng Tất, Đặng Dung: thuộc xã Tùng Lộc, huyện Can Lộc, thờ hai vị tướng có công lao lớn trong chiến tranh Minh–Việt.
- Nhà thờ hoàng giáp Vũ Diễm (dân địa phương đọc chệch thành Vũ Diệm): thuộc làng Đông Huề, xã Vượng Lộc, huyện Can Lộc.
- Miếu Biên Sơn: được xây dựng thời nhà Lê ở huyện Can Lộc, thờ Phan Thị Sơn, một nữ tướng trong cuộc chiến tranh Minh–Việt.
- Mộ trạng nguyên Bạch Liêu: thuộc xã Thiên Lộc, Can Lộc. Bạch Liêu sinh năm 1236 quê ở làng Yên Xá, huyện Đông Thành, Nghệ An. Ông đỗ Trạng nguyên năm 1266 nhưng không ra làm quan. Sau này, ông giúp Trần Quang Khải trấn Nghệ An và có công lớn trong Chiến tranh Nguyên Mông–Đại Việt.
- Ngã ba Đồng Lộc nằm ở giao điểm 2 tỉnh lộ số 5 và 15. Trong chiến tranh Việt Nam, nơi đây đã phải hứng chịu oanh tạc của Không lực Hoa Kỳ, nổi tiếng vì làm chết gồm 10 cô gái phe Việt Minh.
- Chùa Hương Tích ở xã Thiên Lộc: Di tích danh thắng thế kỷ 14
- Nhà thờ Nguyễn Viết Phúc ở xã Quang Lộc: Danh nhân lịch sử thế kỷ 16
- Nhà thờ Hà Tông Mục ở xã Tùng Lộc: Danh nhân lịch sử thế kỷ 17
- Nhà thờ Phan Kính ở xã Song Lộc: Danh nhân lịch sử - văn hóa thế kỷ 18
- Nhà thờ Ngô Phúc Vạn ở xã Đại Lộc: Danh nhân lịch sử - văn hóa thế kỷ 17
- Nhà thờ Nguyễn Thiếp ở xã Kim Lộc: Danh nhân lịch sử - văn hóa thế kỷ 18
- Mộ và nhà thờ Nguyễn Huy Oánh ở xã Trường Lộc: Danh nhân lịch sử - văn hóa thế kỷ 18
- Nhà thờ Nguyễn Huy Tự ở xã Trường Lộc: Danh nhân lịch sử - văn hóa thế kỷ 18
- Nhà thờ Nguyễn Huy Hổ ở xã Trường Lộc: Danh nhân văn hóa thế kỷ 19
- Ngã ba Nghèn ở Thị trấn Nghèn: Di tích lịch sử (phong trào Xô viết Nghê-Tĩnh) giai đoạn 30-31.
- Đền làng Nam và chùa Mộ Nghĩa ở xã Thanh Lộc
- Chùa Bụt Sơn ở xã Phú Lộc
- Di tích lưu niệm Ngô Đức Kế ở Thị trấn Nghèn.

+ Nhà thờ Nguyễn Văn Mạo ở Phúc Giang Vĩnh Lôc Can lộc. Một vị tướng thời Tây sơn

### Lễ hội truyền thống
- Lễ chùa Hương Tích: Lễ hội được tổ chức tại chùa Hương Tích thuộc xã Thiên Lộc. Chùa thờ Phật và con gái vua Sở Trang Vương. Hàng năm cứ đến ngày 18/2 âm lịch, nhân dân ở khắp mọi nơi đến hội chùa cúng Phật, cầu yên và thăm cảnh đẹp của chùa.
- Lễ Kỳ phúc và Hội thi vật ở Thuần Thiện. Thời gian: Đầu Xuân và Rằm tháng Sáu
- Kỷ niệm ngày Xô Viết Nghệ Tĩnh ở Khu di tích Ngã Ba Nghèn, thị trấn Nghèn. Thời gian: 12 tháng 9 dương lịch

### Truyền thống
Đầu tiên phải kể đến công lao lớn của dòng họ Trần ở Thiên Lộc là những người lập địa nên xã Thiên Lộc ngày nay, đóng góp 3 vị tướng vào thời Hậu Lê và nhà Nguyễn. Ba vị tướng đó là: Trần Phúc Tuy, Trần Đình Tương, Trần Tất Thục.
Sự đóng góp của người Can Lộc với dân tộc có thể tính từ sự nghiệp của hai cha con hậu duệ của Thám hoa Đặng Bá Tĩnh là Đặng Tất và Đặng Dung- những danh tướng thời nhà Hậu Trần.
Thế kỷ 17 nhân dân Can Lộc đã ủng hộ nhà Lê xây dựng sự nghiệp của một quốc gia. Ở Can Lộc nổi bật lên một dòng thế tướng, truyền suốt mấy thế hệ gần 300 năm, đó là dòng họ Ngô với các tên như: Ngô Phúc Vạn, Ngô Văn Sở,... Thế kỷ này các văn thần ở Can Lộc cũng rất nhiều. Tể tướng Nguyễn Văn Giai (nay thuộc huyện Lộc Hà) là trọng thần coi sóc đến sáu bộ; Dương Trí Trạch đi sứ Trung Quốc; Hà Tông Mục kinh lý đất Tuyên Quang...
Sang thế kỷ 18 người Can Lộc đã đóng góp tích cực nhất cho văn hoá. Danh tiếng "Thiên Lộc tứ hổ" không kém gì "Tràng An tứ hổ". Kinh thành Thăng Long còn lưu truyền câu phương ngôn "Bút Cấm Chỉ, sĩ Thiên Lộc". Có rất nhiều người làm quan và đỗ Thám hoa, Bảng nhãn: Phan Kính, Đặng Văn Kiều, Nguyễn Huy Oánh, Vũ Diễm,... Giai đoạn này Can Lộc có rất nhiều ẩn sĩ nổi tiếng, giúp ích nhiều cho đất nước như Nguyễn Thiếp.
Phần đóng góp quan trọng nhất của Can Lộc đối với văn hóa cuối thế kỷ 17 là Can Lộc cùng với Nghi Xuân đã tạo ra một điểm giao lưu văn hóa có ảnh hưởng lớn trong văn học. Can Lộc có làng Trường Lưu, quê hương của hát phường vải nổi tiếng. Nguyễn Huy Oánh là một cây đại thụ trong nền văn hóa Hồng Lam. Nguyễn Huy Tự soạn cuốn Hoa Tiên tạo điều kiện mở đầu cho người chú vợ là Nguyễn Du sáng tác nên tác phẩm vĩ đại Truyện Kiều.
Nguyễn Huy Hổ lại tiếp nhận ảnh hưởng Hoa Tiên - Kiều viết nên Mai Đình Mộng ký. Đến bây giờ ý kiến về có một Hồng Sơn văn phái đã được chấp nhận.
Can Lộc còn cung cấp ba dòng họ văn hóa nổi tiếng cho truyền thống dòng họ văn hóa đặc biệt của Hà Tĩnh, đó là dòng họ Ngô ở Trảo Nha, dòng họ Nguyễn Huy ở Trường Lưu và dòng họ Nguyễn Chi ở Ích Hậu.
Những năm đầu thế kỷ 20 là những năm sôi nổi mãnh liệt nhất của người dân Can Lộc. Đỉnh cao là phong trào chống thuế 1908 hạt nhân của Nghệ Tĩnh do Nguyễn Hàng Chi cầm đầu, phong trào Xô Viết Nghệ Tĩnh 1930-1931. Can Lộc do Đội Khởi nghĩa vũ trang thuộc Đoàn Thanh niên cứu quốc Can Lộc (mà một trong ba người lãnh đạo là nhà văn hóa Nguyễn Đổng Chi) đã giành chính quyền sớm hơn 3 ngày so với các địa phương khác tại Việt Nam trong cao trào Cách mạng tháng Tám (16/8/1945). Ngã ba Đồng Lộc chứng tích lịch sử.

### Ẩm thực
- Đặc sản rượu nếp vùng Can Lộc.

## Giao thông
Xưa kia, giao thông của Can Lộc chủ yếu là đường sông. Ngày nay, đường Quốc lộ 1 là con đường huyết mạch chạy qua địa bàn huyện. Huyện có đường cao tốc Bãi Vọt – Hàm Nghi đi qua đang được xây dựng.

## Danh nhân
Theo sử liệu, thời phong kiến, Can Lộc có tới 40 vị đỗ đại khoa (Tiến sĩ) cùng rất nhiều các danh nhân nổi tiếng khác:
- Thám hoa Đặng Bá Tĩnh: Đời nhà Trần)
- Danh tướng Đặng Tất và Đặng Dung: Thời Hậu Trần
- Quốc tử giám Tế tửu Phan Viên (1421–?)
- Thượng thư kiêm Sử quán Tổng tài Đặng Minh Khiêm, Đặng Chiêm
- Tiến sĩ Nguyễn Hành
- Trấn quốc Thượng tướng quân Tuy thọ Hầu Trần Phúc Tuy
- Quan tổng trị thống lĩnh đạo Nghệ An Trần Đình Tương
- Đội trưởng quản Phủ Trịnh Trần Tất Thục
- La Sơn Phu tử Nguyễn Thiếp
- Danh tướng Ngô Phúc Vạn
- Nhà văn hóa Hà Tông Mục, Thượng thư Hà Tông Trình
- Đình nguyên
- Hoàng giáp Vũ Diễm
- Tể tướng Dương Trí Trạch
- Đình nguyên Thám hoa Nguyễn Huy Oánh
- Nhà thơ Nguyễn Huy Tự
- Nhà thơ Nguyễn Huy Hổ
- Đình nguyên Lưỡng quốc Thám hoa Phan Kính.
- Đô đốc Phan Văn Lân, Đại Tư mã Ngô Văn Sở: Danh tướng nhà Tây Sơn
- Chí sĩ Ngô Đức Kế
- Nhà yêu nước Võ Liêm Sơn
- Chí sĩ Nguyễn Trạch
- Nhà cách mạng Đặng Văn Cáp
- Chỉ huy trưởng của lực lượng Biệt động Sài Gòn – Gia Định Nguyễn Đức Hùng
- Nhà thơ Xuân Diệu
- Nữ anh hùng La Thị Tám
- Giáo sư vật lý hạt nhân Nguyễn Đình Tứ
- Giáo sư toán học Phan Đình Diệu
- Giáo sư, TS, NGND Trần Văn Huỳnh: Nguyên Hiệu trưởng trường Đại học Mỏ – Địa chất
- Giáo sư, Tiến sĩ Nguyễn Thụ: Nguyên Hiệu trưởng Trường Đại học Y Hà Nội
- Giáo sư - Viện sĩ Nguyễn Huy Mỹ
- Trung tướng, phó giáo sư Trần Văn Độ: Phó Chánh án Tòa án nhân dân tối cao
- Thiếu tướng, Giáo sư Lê Năm: Giám đốc Viện bỏng quốc gia Lê Hữu Trác
- Giáo sư TSKH Nguyễn Tử Cường
- Phó Giáo sư, Viện sĩ, Thiếu tướng Nguyễn Trường Cửu
- TSKH Phan Xuân Dũng: Ủy viên Trung ương Đảng, Chủ nhiệm Ủy ban KHCN&MT của Quốc hội
- Tiến sĩ Trần Hồng Hà: Phó Thủ Tướng, nguyên Bộ trưởng Bộ Tài nguyên và Môi trường
- Lê Quang Tùng: Bí thư Tỉnh ủy Quảng Trị
- Giáo sư TSKH toán học Nguyễn Tử Cường
- Anh hùng phi công Phan Như Cẩn.

## Hình ảnh

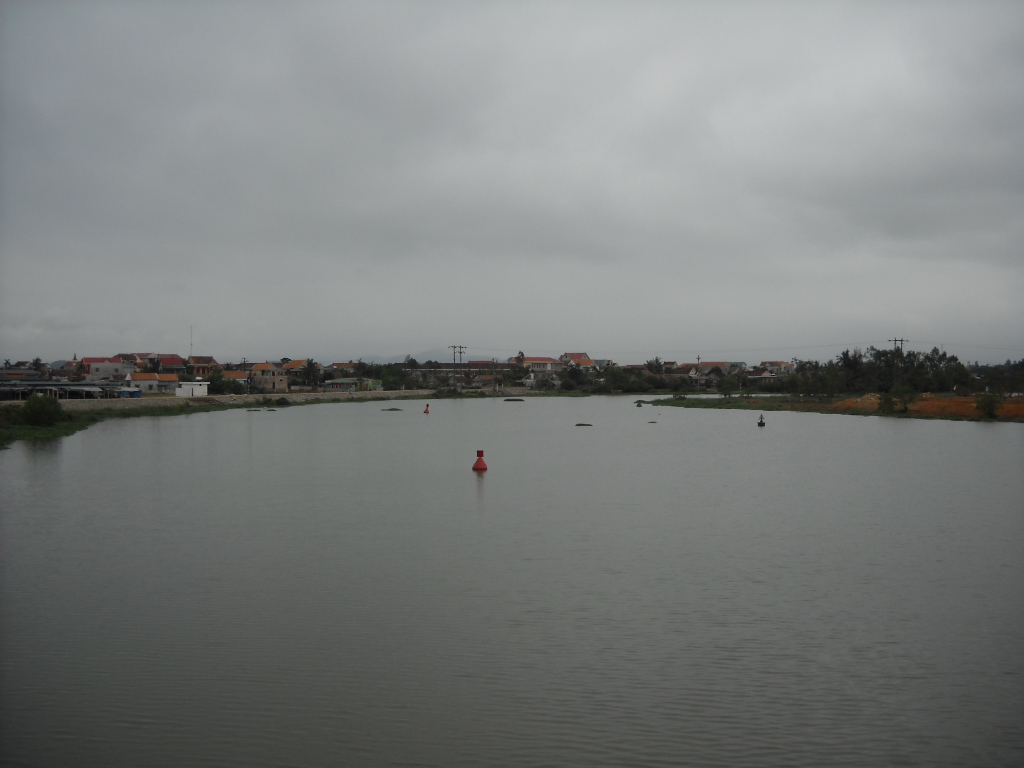
Sông Nghèn, đoạn qua TT.Nghèn
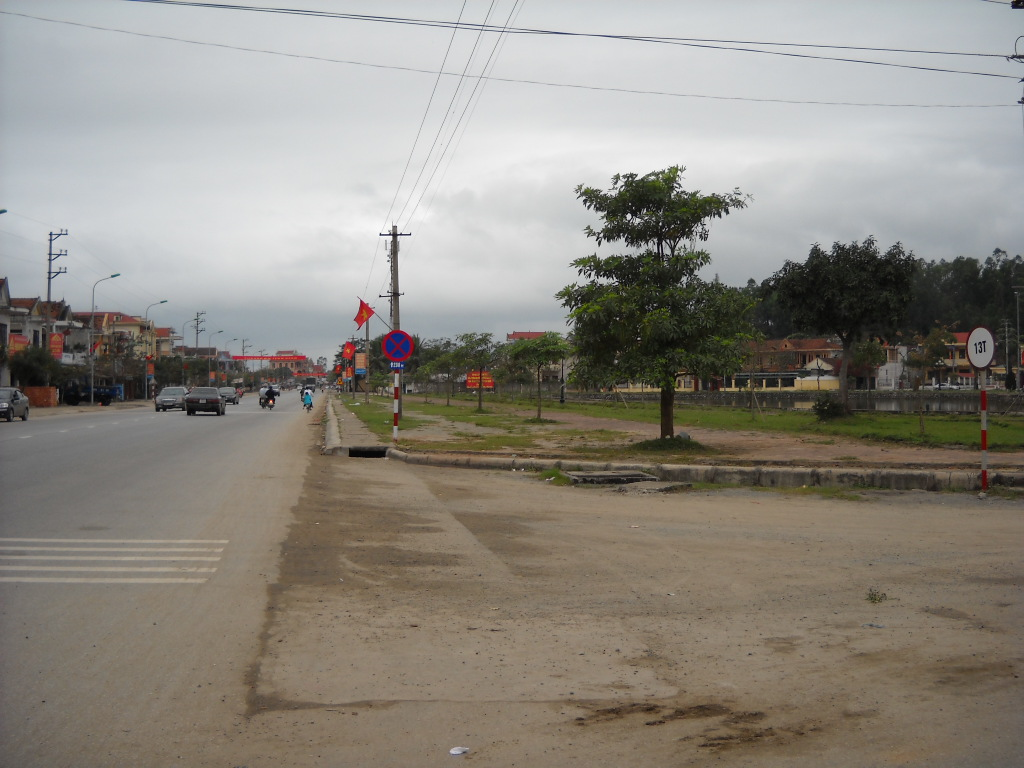
Thị trấn Nghèn, Hà Tĩnh